# Damian Ćorić
Damian Ćorić (* 18. Januar 2006) ist ein bosnischer Fußballspieler. Seit Sommer 2024 steht der Mittelfeldspieler beim FC Viktoria 1889 Berlin in der Regionalliga Nordost unter Vertrag.

## Sportlicher Werdegang

### Vereine
Ćorić entstammt der Jugend der SpVgg Unterhaching, wo er seit 2015 im Nachwuchsbereich aktiv war und in der B-Junioren- sowie A-Junioren-Bundesliga auflief. Während der Spielzeit 2023/24 rückte er unter Trainer Marc Unterberger zeitweise in die in der dritten Liga spielende Herrenmannschaft auf und debütierte dort am 6. April 2024 bei der 1:6-Auswärtsniederlage beim SV Waldhof Mannheim in den Schlussminuten als Einwechselspieler für Aaron Keller. Dies blieb sein einziger Profieinsatz im Saisonverlauf. 
Im Juli 2024 wechselte Ćorić neben weiteren Nachwuchsspielern auf Betreiben von Sportdirektor Bernd Nehrig zum FC Viktoria 1889 Berlin. Dort wurde er in der Spielzeit 2024/25 zumeist als Einwechselspieler eingesetzt und musste nach sieben bestritteten Spielen verletzungsbedingt pausieren. Im Februar 2025 wechselte er zu Türkgücü München, dem zu diesem Zeitpunkt Letztplatzierten der Regionalliga Bayern.

### Nationalmannschaft
Im Jahr 2024 bestritt Ćorić zwei Spiele für die bosnische U-19-Auswahlmannschaft unter Trainer Dubravko Orlovic.